# Aldebaro Cavaleiro de Macêdo Klautau
Aldebaro Cavaleiro de Macêdo Klautau (Belém, 2 de maio de 1907 — Belém, 8 de Abril de 1983), ou simplesmente Aldebaro Klautau foi um advogado, jurista, político, professor, integralista e militante católico brasileiro. Eleito deputado estadual do Pará entre 1935 a 1951, Aldebaro foi ainda presidente da OAB/PA entre 1945 e 1957 e membro da Academia Paraense de Letras. Durante toda a sua carreira, Aldebaro procurou promover as bandeiras do catolicismo e da doutrina social da Igreja na política estadual, tendo sido, em virtude disso, condecorado pelo Papa Pio XII como Cavaleiro da Ordem de São Gregório Magno. Após o Concílio Vaticano II, Klautau foi ainda eleito membro do Comitê Pontifício Justiça e Paz, ligado à Comissão Pontifícia Justiça e Paz, criada por Paulo VI. É de sua autoria o estribilho do hino oficial à Nossa Senhora de Nazaré.

## Biografia
Aldebaro nasceu em 02 de maio de 1907, filho de João Baptista d'Oliveira Klautau (apelidado de "Comandante Klautau") e Ana Hesketh Cavaleiro de Macêdo Klautau. Seu avô, o imigrante português Joaquim Henriques Klautau, fora um importante comerciante em Belém no século XIX. Estudou no Colégio Nossa Senhora de Nazaré, dirigido pelos irmãos Maristas, tornando-se bacharel em Ciências Jurídicas e Sociais em 1929, pela Faculdade Livre de Direito do Pará. Membro da Ordem dos Advogados do Brasil, secção do Pará, presidiu o Conselho por doze anos consecutivos, sendo, portanto, o terceiro presidente da instituição no estado. Klautau foi também Professor de Direito Penal na Universidade Federal do Pará, tendo sido eleito pelos alunos em 1967 como o melhor professor da Universidade e premiado com a primeira Palma Universitária do Estado.
Como deputado estadual, Aldebaro atuou nas constituintes estaduais de 1935 e de 1947. Em 1934 foi eleito pela Ação Integralista Brasileira. Em 1946, foi eleito o deputado estadual mais votado da 1ª legislatura do Estado do Pará, com 4.394 votos. Ao ser reeleito em 1955, Aldebaro se tornou líder da ala governista na Assembléia Legislativa do Estado do Pará. Em 1960, competirá para Governador do Estado com Aurélio do Carmo, ficando em segundo lugar, com 54.235 votos. Klautau ficará conhecido em sua vida pública por defender os interesses da Igreja Católica e da Amazônia na tribuna, além das pessoas em situação de vulnerabilidade social em geral.
Enquanto deputado, Aldebaro sofrerá dois atentados a bala, sobrevivendo a ambos. Católico devoto, Aldebaro era militante da Ação Católica Brasileira e envolveu-se ao longo de sua vida pública e privada em inúmeras polêmicas em favor do catolicismo. Foi vice-presidente do VI Congresso Eucarístico Nacional, realizado em Belém, tendo composto vários hinos religiosos para o evento e ao longo de sua vida, como o hino "O Brasil à Eucaristia" e o estribilho do hino oficial do Círio de Nazaré. Este último, sua principal composição, foi escrito a pedido do Padre Afonso di Giorgio, que queria incluir uma referência direta à Virgem de Nazaré no hino oficial da festa, substituindo, na década de 1930, o antigo "Ó Virgem Mãe Amorosa/ Estrela d'Alva Celeste/ de cuja luz radiosa/ a terra inteira se veste!" pelo tradicional "Ó Virgem Mãe Amorosa/ fonte de Amor e de Fé/ dai-nos a bênção bondosa/ Senhora de Nazaré!".
Em virtude de sua ferrenha atuação em favor dos ideais católicos na política, opondo-se, por exemplo, à difusão da contracepção, o Papa Pio XII o condecorou com o título de Cavaleiro da Ordem de São Gregório Magno. Tal título concedia a Aldebaro o direito de, entre outras coisas, ser saudado no Vaticano pela Guarda Suíça e andar a cavalo na Basílica de São Pedro. Por fim, Klautau foi ainda eleito membro do Comitê Pontifício Justiça e Paz, ligado ao Pontifício Conselho Justiça e Paz, no Vaticano.
Casou-se com Judith Dias Klautau, com quem teve doze filhos. Foi pai de Aldebaro Cavaleiro de Macedo Klautau Filho e de Paulo de Tarso Dias Klautau, ambos presidentes da OAB/PA, entre 1971-1975 e 1987-1989, respectivamente. Além deles, foi pai de Maria de Nazaré, Maria Celeste, Cláudio José, Maria da Conceição, Maria de Fátima, Ana Maria, Maria de Lourdes, Marcos Evangelista, Sebastião e Afonso de Ligório Klautau. Foi ainda tio de Aldebaro Barreto da Rocha Klautau, outro político paraense, e primo de Fernando Klautau Campos, historiador contrarrevolucionário português. Morreu em Belém em 08 de abril de 1983. Considerado um dos maiores políticos e juristas católicos da história do Pará, o plenário da OAB no estado leva até hoje o seu nome.

## Posicionamentos
Juridicamente, Aldebaro alinhava-se ao jusnaturalismo tomista, apoiando, em virtude disso, a encíclica Casti Connubii e opondo-se veementemente a difusão de políticas de controle de natalidade. Contrário ao comunismo, ao liberalismo e ao fascismo, Klautau defendia que a política e o direito se submetessem à doutrina social da Igreja Católica. A seus alunos da Faculdade de Direito, por exemplo, exortava: “Preparai o Direito que há de vir, revelando, aos legisladores a sublimidade da Doutrina Social da Igreja Católica, a mais bela, a mais sábia, a mais pura, a mais real e, por isto, a mais humana, capaz de dar solução satisfatória aos graves problemas que tanto nos afligem.”
Religiosamente, Klautau defendia a expansão do catolicismo na Amazônia e o combate intelectual ao protestantismo: “A Igreja, como acabamos de ver com base nos ensinamentos do Evangelho, tem em Roma o foco irradiador do seu poder, da sua doutrina e da sua caridade. O Papa, nos duzentos e sessenta varões que ocuparam a Cadeira de Pedro, tem sido e será sempre o sustentáculo, a pedra irremovível, o rochedo inabalável da segurança e da perpetuidade da Igreja, na qual esbarram, para desmoronar-se, todas as tempestades de heresias humanas.” Aldebaro era também grande defensor das polêmicas encíclicas Syllabus e Quanta cura, de Pio IX, que, na sua opinião, contra os liberais, condenara acertadamente “os erros do panteísmo, do racionalismo e do indiferentismo, e das pretensões cesarianas do governo em querer submeter a Igreja à autoridade civil”.
Na política, suas principais bandeiras eram: o Catolicismo, a defesa da Família e a defesa da Pátria (e, de maneira especial, da Amazônia). Em um de seus discursos públicos, por exemplo, exortou: "Praticai sempre e sempre o Bem, buscando diretrizes infalíveis nas normas da Religião, indiferentes ao pensar e ao agir dos falsos reformadores humanos, que nem a si próprios conseguem reformar, procurando constantemente trazer a vossa vontade, sob o estímulo honesto da sensibilidade esclarecida, superiormente, pelas forças norteadoras da inteligência. Conservando a vossa alma por toda a vida em adoração a Deus, respeitando e cultuando a Família e amando a Pátria, haveis de transformá-la em fornalha ardente que alimentará a forja sempiterna do aperfeiçoamento do maior tesouro que possuis: o vosso caráter."
Ao discursar no Teatro da Paz, por ocasião da Semana da Redenção de 1934, Aldebaro, dirigindo-se a Cristo Rei, criticou severamente os projetos de lei da Assembléia Nacional Constituinte da época que visavam legalizar o divórcio no Brasil e proibir o ensino religioso católico nas escolas públicas: "Em teu nome, em nome de teu Pai Eterno e de teu Divino Espírito, será promulgada a lei básica de nosso organismo político. Temos certeza de que a invocação de teu nome excelso, esclarecerá os intérpretes e os executores de nossa Constituição, assim como já tornou em realidade, na maioria sensata, contra a desagregação da família, pela implantação do divórcio a vínculo, e contra o laicismo do Estado, pela negação do ensino religioso nas escolas. Pela conservação da indissolubilidade do vínculo matrimonial e pela reimplantação de teus divinos princípios na escola, o Brasil evitou o desmoronamento nacional e reafirmou, de maneira inequívoca, que a sua família ainda te venera e a sua infância ainda te adora".
Seu filho Aldebaro Cavalleiro de Macedo Klautau Filho, e seu sobrinho, Aldebaro Barreto da Rocha Klautau, buscaram manter vivos os posicionamentos do pai e tio, durante suas carreiras políticas.

## Livros
São os livros publicados por Aldebaro Klautau:
- O quase nada que fiz ante o muito que eu poderia ter feito. Belém: Instituto de Criminologia do Pará, 1979.
- Meu pai, navegador de naus, comandante de almas. Belém: Grafisa, 1971.